# Mauritia carana
Mauritia carana là loài thực vật có hoa thuộc họ Arecaceae. Loài này được Wallace ex Archer mô tả khoa học đầu tiên năm 1855.